# BR Piscium
BR Piscium (BR Psc / GJ 908 / HIP 117473) és un estel a la constel·lació dels Peixos. Situat a 19,35 anys llum de distància, és un dels 100 estels més propers al sistema solar.
BR Piscium és una nana roja de magnitud aparent +8,98, massa tènue per ser observada a Ull nu. De tipus espectral M1.0V, té una temperatura efectiva de 3.620 K. La seva massa és aproximadament la meitat de la del Sol i brilla amb una lluminositat bolomètrica —que inclou el total de la radiació electromagnètica emesa, fonamentalment com a radiació infraroja— igual al 2,4% de la lluminositat solar. El seu diàmetre és la meitat del que té el Sol i gira sobre si mateixa amb una velocitat de rotació projectada de 2,25 km/s. El seu període de rotació és igual o inferior a 11,2 dies.
La metal·licitat de BR Piscium, expressada com la relació entre els continguts de ferro i hidrogen, equival a un 30% de la solar. Apareix catalogada com a estel fulgurant en la base de dades SIMBAD i com a variable BY Draconis en el Catàleg General d'Estrelles Variables (GCVS).
Els estels més propers a BR Piscium són GJ 1286 i GJ 1002, també nanes vermelles, a 4,7 i 5,3 anys llum respectivament.